# Výžerky
Výžerky är en ort i Tjeckien.   Den ligger i regionen Mellersta Böhmen, i den centrala delen av landet, 40 km öster om huvudstaden Prag. Výžerky ligger 353 meter över havet och antalet invånare är 107.
Terrängen runt Výžerky är platt västerut, men österut är den kuperad. Runt Výžerky är det ganska glesbefolkat, med 48 invånare per kvadratkilometer. Närmaste större samhälle är Říčany, 17,2 km väster om Výžerky. I omgivningarna runt Výžerky växer i huvudsak blandskog.